# Faubourg (Vilvoorde)
Faubourg is een wijk van de Vlaams-Brabantse stad Vilvoorde, gelegen ten oosten van het centrum.
Het betrof een voorstad die einde 19e eeuw tot ontwikkeling kwam door de vestiging van allerlei fabrieken. Na de Eerste Wereldoorlog werd hier een sociale woonwijk gebouwd. Begin jaren '60 van de 20e eeuw werd de wijk nog verder uitgebreid.
In het noorden van de wijk bevindt zich het Hoger Rijksinstituut voor de Tuinbouw met bijbehorend park. Verder vindt men in de wijk de Sint-Antonius van Paduakerk en de Kapel van Steenvoort.